# Dominique Gauchet

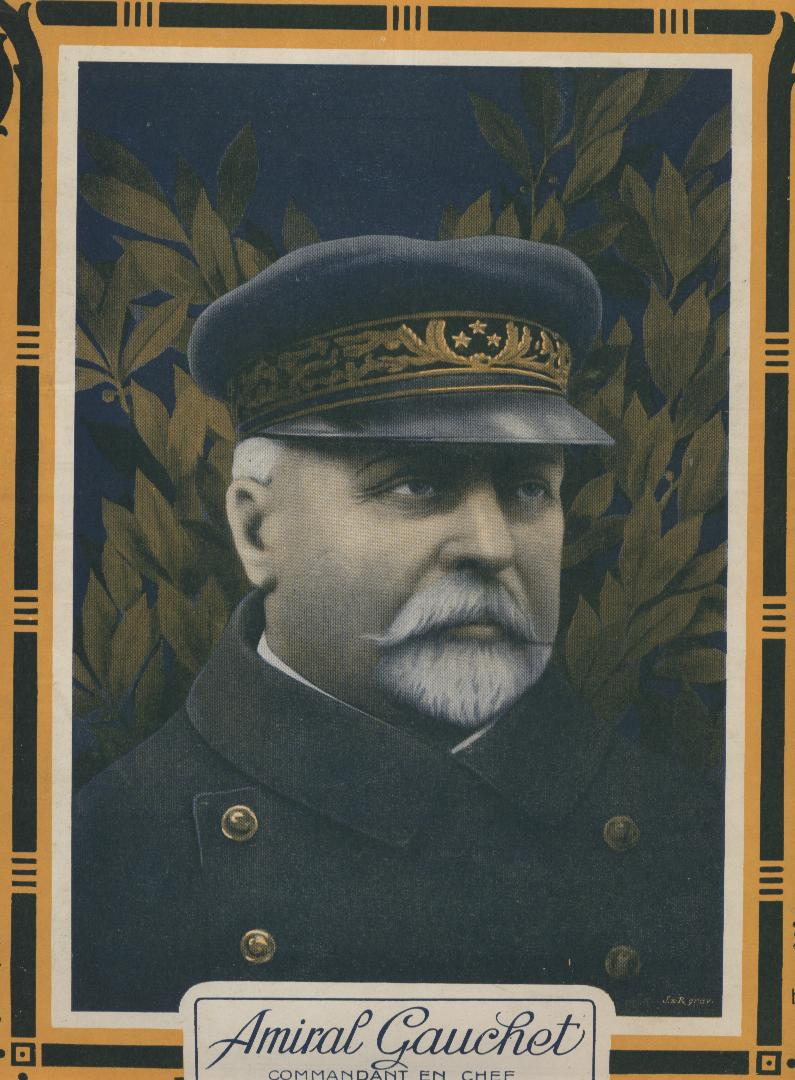
Dominique-Marie Gauchet

Dominique-Marie Gauchet (* 14. August 1853 in Vains; † 4. Februar 1931 ebenda) war ein französischer Admiral.
Gauchet wurde am 14. August 1853 in Vains geboren und trat 1879 in die Französische Marine ein. 1885 wurde er zum Leutnant befördert und war im französisch-westafrikanischen Senegal stationiert. Später tat er als Schiffskommandant Dienst im Fernen Osten. 1910 wurde er zum Konteradmiral und 1914 zum Vizeadmiral befördert. Beim Ausbruch des Ersten Weltkriegs war er in der Abteilung „Administration und Versorgung“ tätig.
Nachdem Admiral Auguste Boué de Lapeyrère in den Ruhestand getreten war, erhielt Gauchet im Oktober 1915 das Kommando über das französische Dardanellen-Geschwader. Nachdem Admiral Louis Dartige du Fournet wegen seiner gescheiterten Landung in Athen im Dezember 1916 (vêpres grecques) demissionieren musste, wurde Gauchet zum Befehlshaber der Französischen Mittelmeerflotte. In dieser Funktion verhielt er sich sehr passiv und wartete auf ein Zusammentreffen mit der Österreichischen Flotte, das aber nie eintrat.
Gauchet trat 1919 in den Ruhestand und verstarb am 4. Februar 1931 an seinem Geburtsort. Er wurde im Caveau des Gouverneurs der Cathédrale Saint-Louis-des-Invalides in Paris beigesetzt.